# Agathe Djokam Tamo
Agathe Djokam Tamo est une danseuse et chorégraphe camerounaise née le 8 octobre 1990 à Mbalmayo.

## Biographie

### Enfance et Débuts
Agathe est née le 8 octobre 1990 à Mbalmayo dans la région du centre. Elle obtient un baccalauréat série D au collège du Soleil à Douala et suit des études pendant deux ans en cycle DSEP en soins infirmiers. Agathe Djokam Tamo est attirée par la mode, le dessin et les contes avant de découvrir sa passion pour la danse et y faire carrière dès 2014. Elle renonce alors à la carrière d'infirmière qui s'ouvre à elle pour se consacrer à sa passion, la danse.

### Carrière
Agathe est diplômée en danse traditionnelle et contemporaine d’Afrique à l’École Des Sables au Sénégal. Son style allie Hip Hop et danse traditionnelle. Sa technique de travail porte le nom de Djibi-Badjep, qui signifie aller et retour. Elle est la fondatrice de la compagnie de danse Agathe Djokam avec laquelle elle présente ses pièces dans les salles dédiées au Cameroun. Elle s'est plusieurs fois produite à l’Institut français du Cameroun ou encore à l'Institut Goethe. Agathe prend une part active à la mise en œuvre du projet hip hop intitulé Keep On Breaking initié par Menounga Mbarga André. Ce projet visait à sensibiliser la jeunesse artistique de Douala.
Agathe participe au MASA (marché des arts et du spectacle d'Abidjan) en 2018 et 2020 en tant qu'invitée.
Agathe est membre du Conseil international de la danse (CID).

## Spectacles et résidences
- Mai et juin 2018 : Spectacle « Énergie » aux Ateliers Frappaz en France.
- Juin 2018 : Résidence au Centre Chorégraphique Pôle Pik de Mourad Merzouki à Bron.
- Juillet 2018 : Festival International JULIDANS à Amsterdam et participation au Festival International She’s On Fire au Bénin.
- Septembre 2018 : Performance artistique au « Manoka Express » du metteur en scène Martin Ambara.
- Décembre 2018 : Participation au Festival Souar Souar au Tchad.
- Janvier 2019 : Présentation du projet de danse solo « À qui le tour ? » au Festival Dialogues de Corps au Burkina Faso.
- Janvier 2019 : Sélection pour le Fari Foni Waati 2019 au Mali. Elle représente son pays le Cameroun.
- Mai 2021 : Sortie de résidence avec restitution du spectacle solo Echogr’Artphie à l’Institut français de Douala[7].
- Août 2021 : Performance saut de la renaissance[8].

## Prix et Récompenses
- 2013 : Prix « Challenge Vacances » dans la rubrique Only Girl[5].
- 2014 : Meilleure danseuse de l’année au Urban Zone Contest.
- 2016 : Lauréate Découverte Goethe Institut Kamerun.
- 2017 : Lauréate du programme « Visas pour la création » de l’Institut Français.
- Août 2018 : Prix de la meilleure danseuse de l’année au Battle National Cameroun[5].
- 2019 : Lauréate du concours chorégraphique Africa Simply the Best, prix Acogny d’Argent.
- 2019 : Lauréate de Pro Helvetia studio residence 2020 en Suisse.
- 2020 : Lauréate du programme TRAME de la Cité Internationale des Arts de Paris.
- 2020 : Lauréate SOFACO/ACF lot 2 spécial covid 19.